# Pachycondyla eleonorae
Pachycondyla eleonorae is een mierensoort uit de onderfamilie van de Ponerinae. De wetenschappelijke naam van de soort is voor het eerst geldig gepubliceerd in 1921 door Forel.